# Coelioxys vigilans
Coelioxys vigilans är en biart som beskrevs av Smith 1879. Coelioxys vigilans ingår i släktet kägelbin, och familjen buksamlarbin. Inga underarter finns listade i Catalogue of Life.